# Jesper Svenbro
Bengt Åke Jesper Svenbro, född 10 mars 1944 i Landskrona, Malmöhus län, är en svensk poet och klassisk filolog. Han är bror till konstnären Annika Svenbro.
Svenbro är son till komministern i Landskrona  Werner Svenbro och adjunkten vid kommunala flickskolan där, fil. mag. Ulla Holmqvist. Svenbro disputerade i grekiska på avhandlingen La parole et le marbre 1976 om den grekiska poetikens uppkomst. Han var länge forskare vid Centre Louis Gernet vid Centre national de la recherche scientifique (CNRS) i Paris. 
Jesper Svenbro invaldes i Svenska Akademien 5 oktober 2006 och tog sitt inträde 20 december samma år. Han efterträdde poeten Östen Sjöstrand på stol nr 8. Sedan invalet är Svenbro bosatt i Stockholm.
Han tilldelades 2010 Illis Quorum.

## Utmärkelser, ledamotskap och priser
- Medaljen Illis Quorum i guld av 8:e storleken (2010)
- Ledamot av Vetenskapssocieteten i Lund (LVSL, 1992)[2]
- 1979 – Stig Carlson-priset
- 1989 – Signe Ekblad-Eldhs pris
- 1993 – Sveriges Radios Lyrikpris
- 1994 – De Nios Vinterpris
- 1996 – Erik Lindegren-priset
- 1997 – Gerard Bonniers lyrikpris
- 2000 – Aniarapriset
- 2000 – Bellmanpriset
- 2001 – Ekelöfpriset
- 2001 – Tegnérpriset
- 2005 – Övralidspriset
- 2005 – Svenska Dagbladets litteraturpris
- 2008 – Gustaf Fröding-sällskapets lyrikpris
- 2013 - Minnessten på Landskronas Walk of Fame
- 2015 – Sydsvenskans kulturpris
- 2023 – Inge Jonssons pris av Samfundet De Nio